# Adony
Adony [adoň] (v minulosti Rácadony nebo Duna-Adony, latinsky Vetus Salina, německy Adam) je město v Maďarsku v župě Fejér, spadající pod okres Dunaújváros. Do roku 2013 bylo město správním střediskem okresu Adony, ten byl ovšem zrušen a nyní je součástí okresu Dunaújváros. Město se nachází u břehu Dunaje naproti jihu říčního ostrova Csepel, na druhé straně oproti vesnici Lórév. Nachází se asi 14 km severozápadně od Dunaújvárosu a 34 km východně od Székesfehérváru. V roce 2015 zde žilo 3 679 obyvatel. Podle údajů z roku 2011 je tvoří 86,2 % Maďaři, 2,2 % Němci, 0,3 % Romové, 0,3 % Srbové a 0,2 % Rumuni.
V blízkosti města prochází dálnice M6, z níž na Adony existují výjezdy 50 a 54. Nejbližšími městy jsou Ercsi, Pusztaszabolcs, Rácalmás a Ráckeve (na druhé straně řeky). Poblíže jsou též obce Iváncsa, Kulcs, Lórév (na druhé straně řeky) a Perkáta.
Velkou potíží města v dopravě je, že zde chybí most vedoucí přes Dunaj na druhou stranu, takže se nelze jednoduše dostat na ostrov Csepel a z něj do Adony. Pro případný transport se musí použít trajekt.